# Майкъл Фасбендър
Майкъл Фасбендър (на английски: Michael Fassbender) е актьор и продуцент с германско-ирландски произход, носител на награда на „Гилдията на филмовите актьори“ и две „Британски награди за независимо кино“, номиниран е за награди „Оскар“, „Сатурн“, две нагрди „Сателит“, две награди „Златен глобус“ и три награди БАФТА. Фасбендър е известен с ролите си на лейтенант Арчи Хикокс във филма на Куентин Тарантино „Гадни копилета“, Магнито в „Х-Мен: Първа вълна“ и „Х-Мен: Дни на отминалото бъдеще“, андроида Дейвид в „Прометей“ режисиран от Ридли Скот и други.

## Биография

### Произход и детство
Фасбендър е роден на 2 април 1977 г. в Хайделберг в областта Баден-Вюртемберг, Германия. Майка му Адел, е от Ларн, Северна Ирландия, а баща му, Йозеф Фасбендър е от Германия. Смята се, че майка му е наследница на Майкъл Колинс – ирландски революционер по време на войната за независимост на Ирландия. Когато Майкъл Фасбендър е на две години родителите му се местят в Киларни в Република Ирландия. Те се установяват там за постоянно и отварят ресторант, където баща му работи като главен готвач. Фасбендър е отгледан като католик.

### Кариера
Първата значима роля на Фасбендър е тази на Бъртън „Пат“ Кристенсън през 2001 г. в телевизионния минисериал „Братя по оръжие“, продуциран от Том Ханкс и Стивън Спилбърг. През 2004-2005 г. той изиграва ролята на Азазел в сериала „Хекс“. През 2004 г. Фасбендър участва и като главния герой в музикалния видеоклип за песента „Blind Pilots“ на британската група The Cooper Temple Clause. В клипа той се превъплъщава в ролята на мъж, който носи колие с формата на звънче, излиза да купонясва с приятелите си на мъжко парти и преминава през символична трансформация в козел.
Фасбендър участва като Джонатан Харкър в радио сериал за Дракула в десет части, продуциран от Би Би Си Северна Ирландия и излъчен като част от поредицата „Книга за преди лягане“ между 24 ноември и 5 декември 2003 г. В началото на 2004 г. той участва в телевизионна реклама на бирата Гинес, в която изобразява мъж, който преплува океана от Ирландия до Ню Йорк, за да се извини лично на брат си, който живее там. По време на фестивала в Единбург през 2006 г. Фасбендър участва като Майкъл Колинс в пиесата на Мери Кени, наречена „Вярност“, която е базирана на среща, проведена между Уинстън Чърчил и Колинс. Освен това Фасбендър е и продуцент, режисьор и участва в театралната версия на филма на Куентин Тарантино „Глутница кучета“.
Фасбендър играе във филма „Ангел“, който разказва историята за възхода и падението на ексцентрична британска писателка от началото на XX век. Фасбендър изпълнява ролята на мъжа, в когото тя е влюбена – художника Есме. Драмата е първият опит на френския режисьор Франсоа Озон да направи филм на английски език и е базиран на едноименния роман на Елизабет Тейлър. Премиерата се състои на 17 февруари 2007 г. на Берлинския международен кинофестивал и на 14 март 2007 г. в Париж. След това Фасбендър се появява с кратка роля в „Сватбени красавици“, британска телевизионна драма, където играе Барни и говори с шотландски акцент.
Ролята му на Едуин Епс в драмата „12 години в робство“, където за трети пореден път работи с режисьора Стив Маккуин, му носи номинации за „Оскар“ и „Златен глобус“ за „най-добра поддържаща мъжка роля“. Във филма, който излиза през 2013 г., Фасбендър играе собственик на памукова плантация, който се отнася изключително жестоко с робите си. През 2024 г. играе главната роля на агент под прикритие в телевизионния сериал The Agency.

## Личен живот
Макар и да участва постоянно както в британски, така и в американски филми, Фасбендър живее в Лондон, където е прекарал последните 17 години от живота си. В същото време той прави чести посещения в Лос Анджелис, Калифорния, във връзка с кариерата му като актьор. Фасбендър говори немски въпреки че той твърди, че е имал нужда да поработи малко върху говоримия си немски преди да започне снимките на „Гадни копилета“.
Той също така изразява желанието си някой ден да участва във филми или театрални постановки на немски език. Фасбендър е фен на Формула 1 и е посещавал няколко състезания. По време на участието си в предаването „Топ Гиър“ заявява възхищението си от Михаел Шумахер, с когото се е запознал на Гран При на Великобритания.
Фасбендър има интимна връзка с Алисия Викандер от 2014 г. Двамата сключват брак на 14 октомври 2017 г.

## Филмография
| Година      | Заглавие на български                         | Оригинално заглавие                                 | Роля                            | Режисьор                | Бележки |
| ----------- | --------------------------------------------- | --------------------------------------------------- | ------------------------------- | ----------------------- | ------- |
| 2001        |                                               | Hearts and Bones                                    | Хърман                          | участва в 3 епизода     |         |
| 2001        | „Братя по оръжие“                             | Band of Brothers                                    | Сержант Бъртън „Пат“ Кристенсън |                         |         |
| 2002        |                                               | NCS Manhunt                                         | Джак Силвър                     |                         |         |
| 2002        |                                               | Holby City                                          | Кристиан Конъли                 | 1 епизод                |         |
| 2003        | „Карла“                                       | Carla                                               | Роб                             |                         |         |
| 2004        |                                               | Gunpowder, Treason & Plot                           | Гай Фоукс                       |                         |         |
| 2004        |                                               | A Most Mysterious Murder: The Case of Charles Bravo | Чарлз Браво                     |                         |         |
| 2004        |                                               | A Bear Named Winnie                                 | Лейтенант Хари Колбърн          |                         |         |
| 2004        | „Шерлок Холмс и случаят с копринените чорапи“ | Sherlock Holmes and the Case of the Silk Stocking   | Чарлз Алън                      |                         |         |
| 2005        | „Уилям и Мери“                                | William and Mary                                    | Лукас                           | 1 епизод                |         |
| 2006        |                                               | Murphy's Law                                        | Каз Милър                       | 5 епизода               |         |
| 2005        |                                               | Our Hidden Lives                                    | немски военнопленник            |                         |         |
| 2004 – 2005 | „Хекс“                                        | Hex                                                 | Азазел                          | 12 епизода              |         |
| 2005        |                                               | Poirot: After the Funeral                           | Джордж Абернети                 |                         |         |
| 2006        | „300“                                         | 300                                                 | Стелиос                         |                         |         |
| 2006 – 2007 |                                               | Trial & Retribution: Sins of the Father             | Дъглас Несбит                   |                         |         |
| 2007        | „Ейнджъл“                                     | Angel                                               | Есме                            |                         |         |
| 2007        | „Сватбени красавици“                          | Wedding Belles                                      | Барни                           |                         |         |
| 2008        | „Глад“                                        | Hunger                                              | Боби Сандс                      |                         |         |
| 2008        |                                               | Eden Lake                                           | Стийв                           |                         |         |
| 2008        |                                               | The Devil's Whore                                   | Томас Рейнсбъроу                | телевизионен минисериал |         |
| 2009        | „Аквариум“                                    | Fish Tank                                           | Конър                           |                         |         |
| 2009        | „Гадни копилета“                              | Inglourious Basterds                                | лейтенант Арчи Хикокс           |                         |         |
| 2009        |                                               | Blood Creek                                         | Ричард Уирт                     |                         |         |
| 2009        |                                               | Man on a Motorcycle                                 |                                 | късометражен филм       |         |
| 2010        | „Центурион“                                   | Centurion                                           | Центурион Квинтус Диас          |                         |         |
| 2010        | „Джона Хекс“                                  | Jonah Hex                                           | Бърк                            |                         |         |
| 2011        | „Джейн Еър“                                   | Jane Eyre                                           | Едуард Рочестър                 |                         |         |
| 2011        | „Х-Мен: Първа вълна“                          | X-Men: First Class                                  | Ерик Леншър / Магнито           |                         |         |
| 2011        | „Опасен метод“                                | A Dangerous Method                                  | Карл Юнг                        |                         |         |
| 2011        | „Срам“                                        | Shame                                               | Брендън Съливан                 |                         |         |
| 2011        |                                               | Pitch Black Heist                                   | Майкъл                          | късометражен филм       |         |
| 2011        | „Мокри поръчки“                               | Haywire                                             | Пол                             |                         |         |
| 2012        | „Прометей“                                    | Prometheus                                          | Дейвид                          |                         |         |
| 2013        | „12 години в робство“                         | 12 Years a Slave                                    | Едуин Епс                       |                         |         |
| 2013        | „Съветникът“                                  | The Counselor                                       | Съветникът                      |                         |         |
| 2014        | „Франк“                                       | Frank                                               | Франк                           |                         |         |
| 2014        | „Х-Мен: Дни на отминалото бъдеще“             | X-Men: Days of Future Past                          | Ерик Леншър / Магнито           |                         |         |
| 2015        | „Бавен Запад“                                 | Slow West                                           | Сайлъс Селек                    |                         |         |
| 2015        | „Макбет“                                      | Macbeth                                             | Макбет                          |                         |         |
| 2015        | „Стив Джобс“                                  | Steve Jobs                                          | Стив Джобс                      |                         |         |
| 2016        | „Х-Мен: Апокалипсис“                          | X-Men: Apocalypse                                   | Ерик Леншър / Магнито           |                         |         |
| 2016        | „Светлина между два океана“                   | The Light Between Oceans                            | Том Шерборн                     |                         |         |
| 2016        | „Престъпление срещу нас“                      | Trespass Against Us                                 | Чад Кътлър                      |                         |         |
| 2016        | „Assassin's Creed“                            | Assassin's Creed                                    | Калъм Линч / Агилар             |                         |         |
| 2017        |                                               | Song to Song                                        | Кук                             |                         |         |
| 2017        | „Пришълецът: Завет“                           | Alien: Covenant                                     | Дейвид / Уолтър                 |                         |         |
| 2017        | „Снежния човек“                               | The Snowman                                         | Хари Хуле                       |                         |         |
| 2019        | „Х-Мен: Тъмния феникс“                        | Dark Phoenix                                        | Ерик Леншър / Магнито           |                         |         |
| 2023        | „Убиецът“                                     | The Killer                                          |                                 |                         |         |